# Kunín
Kunín är en ort i Tjeckien. Den ligger i den östra delen av landet, 260 km öster om huvudstaden Prag. Kunín ligger 251 meter över havet och antalet invånare är 1 811.
Terrängen runt Kunín är platt åt nordost, men åt sydväst är den kuperad. Runt Kunín är det ganska tätbefolkat, med 214 invånare per kvadratkilometer. Närmaste större samhälle är Nový Jičín, 4,6 km söder om Kunín. Omgivningarna runt Kunín är en mosaik av jordbruksmark och naturlig växtlighet.